# Mile Kitić
Milojko "Mile" Kitić (Cerani, blizu Dervente, Bosna i Hercegovina, 1. siječnja 1952.), srbijanski i bosanskohercegovački je folk pjevač. Od početka njegove karijere do 1991., pjevao je u ijekavskom dijalektu. Godine 1992. početkom rata u BiH preselio se u Beograd.

## Životopis
Rođen je u Donjim Ceranima, blizu Dervente u Bosni i Hercegovini. Kada je imao 13 godina preselio se u Sarajevo. Njegove prve pjesme pisane su u ijekavskom dijalektu u Bosni i Hercegovini. U osnovnoj školi, Kitić je vodio glazbenu sekciju u okviru koje je svirao kontrabas u tamburaškom orkestru škole. Maturirao je 15. svibnja, 1970. godine na prometno-tehničkoj školi u Sarajevu. Sa šesnaest godina je pjesmom "U svijetu sam život ostavio" pobijedio na manifestaciji 'Prvi glas Vogošca'. 1974. godine objavio je svoj prvi singl "O, gitaro". Pjevao je u najelitnijim lokalima u Sarajevu. Od 1974. do 1980. je svirao električnu gitaru u sastavu 'Princovi'. Sastav je dobio ime po automobilu 'Prince'. Njegov uspjeh je počeo kada se pridružio ansamblu 'Južni Vetar'.
Tijekom rata on i njegova obitelj preselili su u Beograd. Smrt njegovog nećaka bio je velik gubitak za njega i njegovu obitelj. U Beogradu se upoznao s ekavskim dijalektom koji je popularniji u Srbiji. 
S bivšom suprugom Bosiljkom ima kćer Sanju. Danas živi sa svojom drugom suprugom, Martom Savić (također pjevačicom) i s kćerkom Elenom u Beogradu. Imaju drugi dom u Hannoveru, Njemačka. Također je djed jer njegova starija kćer ima već dvoje djece. Kćer Elena Kitić također je pjevačica.

## Karijera
Svoju glazbenu karijeru započeo je 1982. godine, kada je objavio svoj prvi studijski album Moja slatka mala. U to vrijeme ne stječe veliku popularnost, nakon što je 1983. izdao album Jorgovani plavi, 1984. godine ulazi u 'Južni Vetar'. Godine 1984. postao je poznat sa svojom pjesmom "Čaša ljubavi". Pjevao je s pjevačima Sinanom Sakićem, Draganom Mirković, Kemalom Malovčićem i Šemsom Suljaković. Oni su svi bili ugovorom vezani s ansamblom 'Južni Vetar'.

## Diskografija

### Albumi s Južnim Vetrom:
- 1984. Čaša ljubavi
- 1985. Ja neću ljepšu
- 1986. Kockar
- 1987. Mogao sam biti car
- 1988. Što da ne
- 1989. Osvetnik
- 1990. Stavi karte na sto
- 1991. Gledaj me u oči
- 1992. Ćao, Jelena
- 1993. Vuk samotnjak
- 1994. Moj sokole
- 1995. Okreni jastuk

- Nakon posljednjeg albuma Okreni Jastuk 1995. Mile napušta Južni Vetar i odlazi u 'PGP-RTS' gdje počinje izvoditi pjesme modernijim zvukom od onog što je prije radio. Tada nastaju uspješni albumi Ratnik za ljubav (1996.) i Ostaj ovde (1997.)
- 1998. Ulazi u 'Grand Production' kada izlazi njegov novi album Do sreće daleko, do Boga visoko'.
- 1999. je izdao album "Tri života", te 2000. godine izdaje album "Zlato Srebro, Dukati".

### Albumi s Grand Productionom:
- 2001. Plava Ciganka
- 2002. Policijo, oprosti mi
- 2004. Zemljotres
- 2005. Šampanjac
- 2008. Šanker
- 2011. Paklene godine

Danas još pjeva na koncertima diljem svijeta, uključujući SAD, Njemačku, Austriju, Švicarsku i naravno Balkan.

### Albumi 82. – 83.
- 1982. Moja slatka mala
- 1983. Jorgovani plavi

### Albumi PGP-RTS
- 1996. Ratnik za ljubav.
- 1997. Ostaj ovde.

### Singlice
- 1974. "O, gitaro" & "Sanjam li to možda ljudi"
- 1975. "Čija si ljubav" & "Ja želim da sam sunce"
- 1977. "Brigu brinem" & "Ti mi beše sve što sam imao"
- 1980. "Mala iz Novog Pazara" & "Ljubavi naše sad nema više"
- 1981. "Aldijana" & "Dvoje zaljubljenih"

## Vanjske poveznice
- Službena stranica  Arhivirana inačica izvorne stranice od 18. ožujka 2010. (Wayback Machine)